# République libre de Wendland
Pour les articles homonymes, voir Wendland.
La République libre de Wendland est une micronation protestataire, créée en mai 1980 par des militants écologistes et antinucléaires allemands dans la région de Gorleben, dans le land de Basse-Saxe.

## Histoire

### Origine
Au début de 1977, le gouvernement de l'État de Basse-Saxe, sous la direction du ministre-président Ernst Albrecht, décide que Gorleben serait un site d'enfouissement de déchets nucléaires. En mars 1977, les militants antinucléaire organisent alors un rassemblement à grande échelle, sur le futur chantier, avec environ 20 000 participants. Suivent des occupations à l'été 1977 et en 1979, ainsi qu'une marche entre Gorleben et Hanovre, le Trek de Gorleben (de), réunissant 100 000 participants.
À partir de 1979, la Physikalisch-Technische Bundesanstalt fore des puits profonds pour valider le site de Gorleben. Le premier forage vraiment profond est réalisé au puits 1003, le 4 janvier 1980. Les militants antinucléaires essayent en vain d'occuper et bloquer les sites des forages 1002 et 1003.
Au début de 1980, ils décident d'une occupation plus importante avec « plusieurs centaines ou milliers de personnes ». La cible est le nouveau site de forage en profondeur 1004, qui devait être initié en mai 1980.

### Occupation
Environ 5 000 militants antinucléaires s'installent sur le site de forage 1004, entre les villages de Gorleben et Trebel. Pendant l'occupation, le Bureau souterrain de Gorleben-Soll-Leden (Untergrundamt Gorleben-Soll-leben), par l'intermédiaire de sa porte-parole Rebecca Harms, déclare la zone occupée en tant que nation indépendante, la nommant République libre de Wendland. Le ministre de l'Intérieur de Basse-Saxe Egbert Möcklinghoff déclare alors que cette proclamation est une haute trahison.
Le site 1004 se situe sur une zone sablonneuse d'environ 16 km2. La végétation y a été détruite lors de l'incendie criminel de la lande de Lunebourg (en) en 1975. À cet endroit, les manifestants construisent un village d'environ 110 cabanes en bois et argile, style typique de protestation des militants antinucléaires à l'époque. Parmi les bâtiments construits, on trouve alors de nombreuses installations communautaires, telles que la Maison de l'Amitié d'une capacité de 400 personnes, des serres, une infirmerie, un salon de coiffure et un espace pour l'élimination des déchets. Il y avait aussi un sauna et des installations de baignade. L'eau était acheminée par un puits éolien et chauffée à l'énergie solaire.
À l'approche de la "république", un poste de contrôle frontalier est construit, sur lequel les drapeaux du Wendland et celui du Soleil antinucléaire ont été hissés. Dans le centre d'information voisin, un passeport wendlandais (le Wendenpass) est délivré, ainsi qu'un timbre d'entrée, pour 10 Deutsche Marks. Selon les Wendlandais, le passeport était valable « pour tout l'univers [...] tant que son propriétaire pouvait encore rire ».

### Vie communautaire
Les 500 à 1 000 occupants permanents organisent la vie communautaire au cours des 33 jours d'occupation autour d'un modèle de démocratie populaire. Ils créent un conseil des porte-paroles et prennent leurs décisions lors de réunions collectives régulières. Concernant leur possible expulsion par la police, le consensus largement répandu est celui de la résistance passive, bien que quelques occupants militants se prononcent contre cette voie. Le week-end, plusieurs milliers de sympathisants et de visiteurs se rendent sur le site occupé, parmi lesquels des personnalités, comme Gerhard Schröder, alors président fédéral de la Communauté de travail des jeunes socialistes au sein du SPD. Parmi les autres visiteurs et résidents bien connus figuraient le résistant Heinz Brandt (de), les musiciens Walter Mossmann (de) et Wolf Biermann, le photographe Günter Zint (de), l'avocat et politicien membre du SPD Jo Leinen, ainsi que l'écrivain Klaus Schlesinger. Le site accueille des conférences, des discussions, des lectures, des concerts de rock et des spectacles de marionnettes. Les habitants de la région soutiennent l'occupation en fournissant nourriture et du bois [4]. Le 18 mai 1980, la Radio Freies Wendland (de) émet sa première émission pirate depuis une tour sur le site d'occupation.

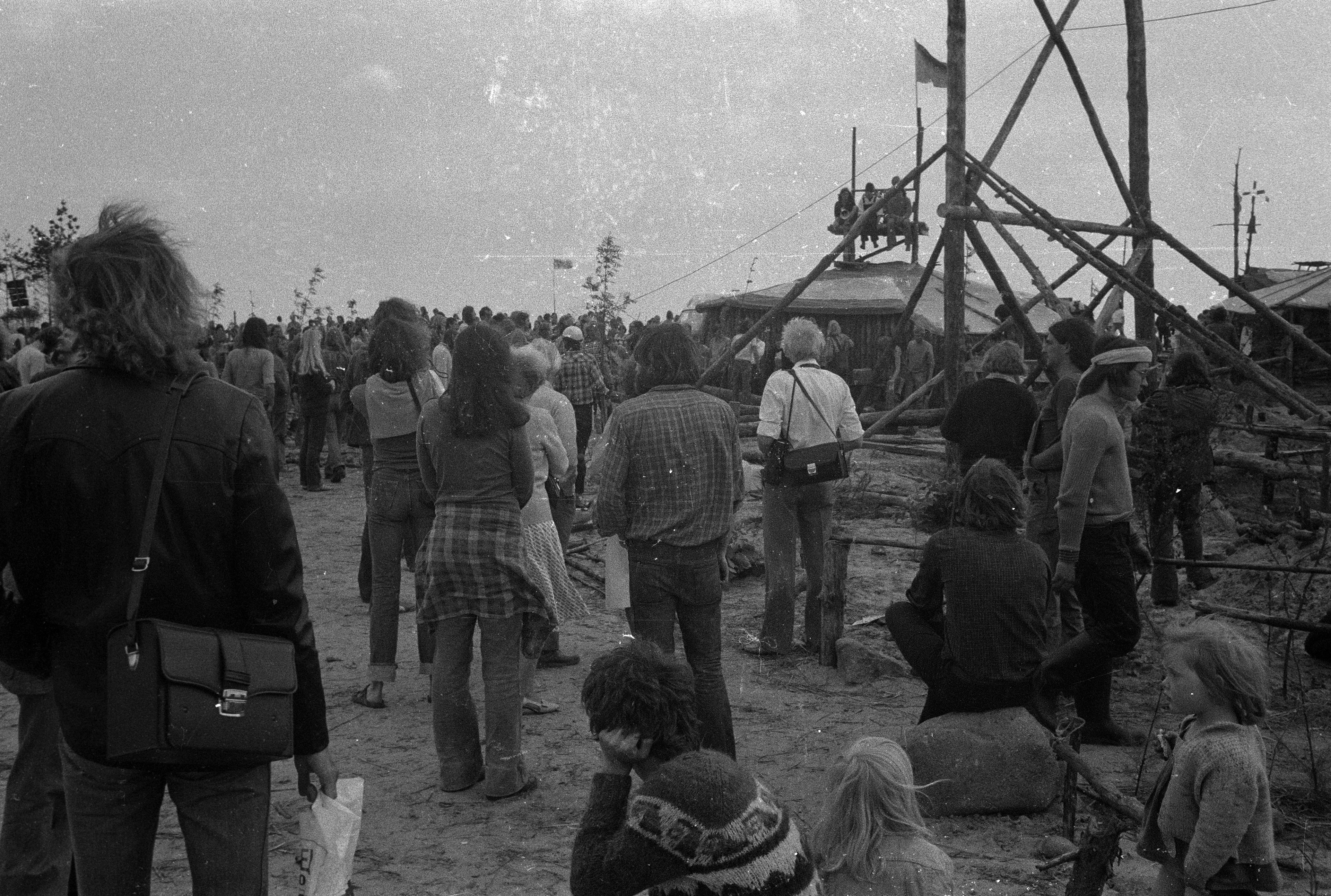
Autour du puits 1004 (mai 1980).
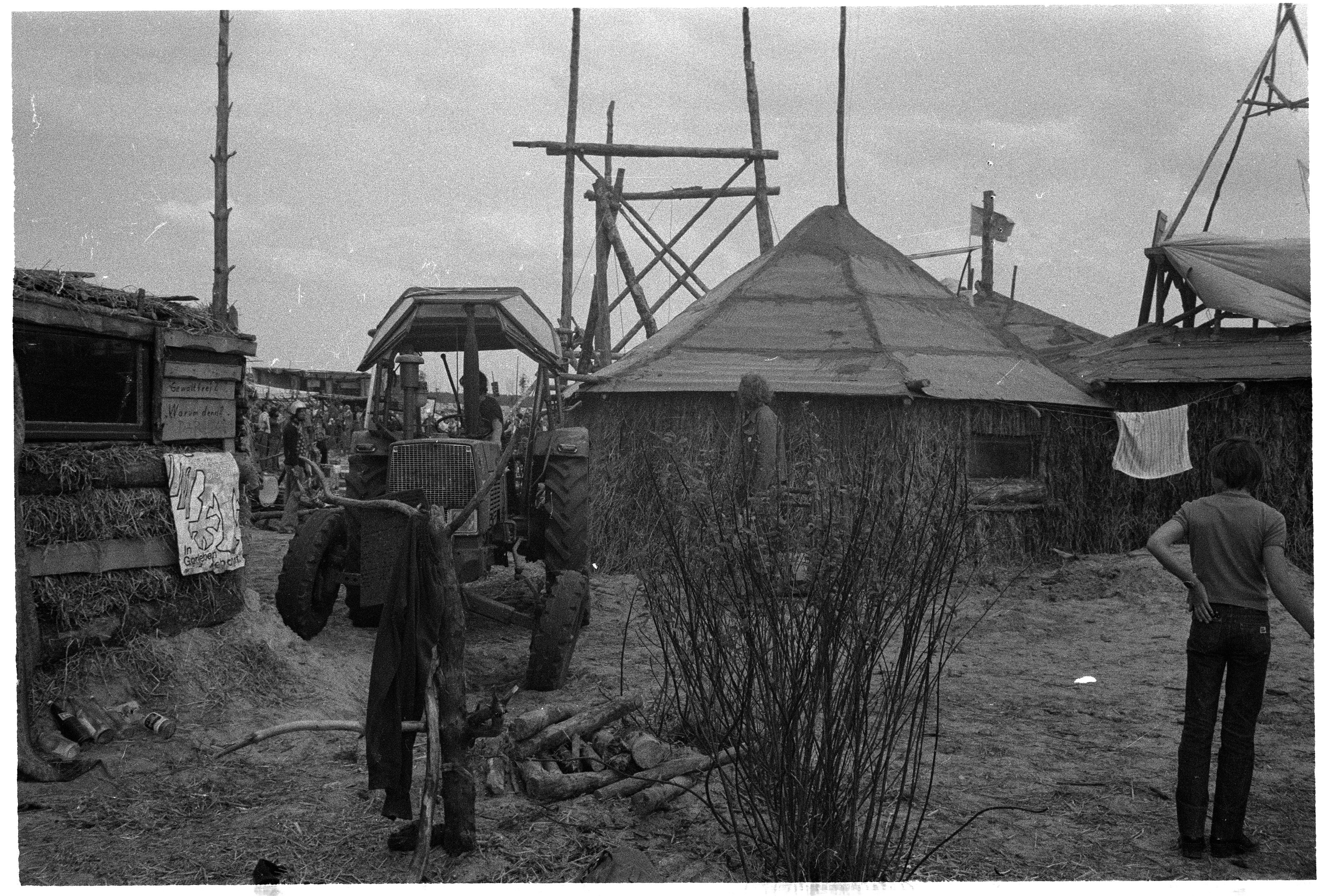
Le village (mai 1980).

### Expulsion
Le 2 juin 1980, l'écologiste Walther Soyka (de) et 15 autres citoyens demandent que le village créé par les squatters, soit considéré comme "monument culturel vivant" pour empêcher l'évacuation. Le tribunal administratif de Braunschweig et le tribunal administratif supérieur de Lunebourg refusent le classement en absence de tout monument historique sur le site.
Au matin du 4 juin 1980, la zone est évacuée par la police. Environ 3 500 policiers participent à l'opération. Il y avait près de 2 500 squatters, au moment de l'évacuation, rassemblés et accroupies sur la place du village. Après l'évacuation, la police a remercié les manifestants pour leur non-violence.